# もぐさ
もぐさ（艾）は、ヨモギの葉の裏にある繊毛を精製したもの。主に灸に使用される。西洋語にもmoxaとして取り入れられている。

## もぐさの生産

### 製法
もぐさの原料はヨモギ（Artemisia princeps Pamp.）であるが、一部はオオヨモギ（ヤマヨモギ）（A. montana Pamp.）を使用している。
中国では間接的に皮膚に温熱刺激を与える棒灸が一般的で、中国産モグサにはヨモギの香りが強く残っており、外見の色も若干緑がかっているのが特徴である。中国ではモグサは最初に粉砕機でヨモギを細かくした後に、長通しにかけ、絨毛などの繊維を集める方法をとる。
一方、日本では直接灸（特に透熱灸）が発展したため、モグサ燃焼時の最高温度が高くならないように精製度の高いモグサが求められた。日本の農家では6月中旬ごろからヨモギの葉を採取し、2 - 3日間天日干しして業者や仲買人に納入される。ヨモギの葉を加熱乾燥させて、葉裏の絨毛のみをとるようにするため石臼でひき、長通し、唐箕にかけて仕上げる。日本のモグサ製造は11月下旬から3月下旬にかけて行われてきたが、その理由は農閑期であることや石臼でひく際に熱を持たせないためであった。
日本の最高級モグサの精製度は約3%である。中国産モグサの中にも歩留まりに直すと約2.2%とさらに精製度の高い製品があるが、製造方法の違いから葉肉部分の残存割合が高いため日本のモグサとは使用感などに違いがあるとされる。

### 伊吹もぐさ
優良もぐさの代名詞として「伊吹もぐさ」が知られている。江戸時代の元禄年間には伊吹山（滋賀・岐阜県境）の麓の特産として江州伊吹モグサがその地位を固めた。
なお、ヨモギの古名またはもぐさのことを「さしもぐさ」といい、百人一首の51番目にある、藤原実方朝臣（ふじわらのさねかたあそん）の歌、「かくとだに えやは伊吹の さしもぐさ さしも知らじな 燃ゆるおもひを」などの和歌で知られる。諸説あるが、多数説によると平安時代の和歌に詠まれた伊吹山は下野国の伊吹山（栃木市）であるとされ、能因法師は『坤元儀』で、契沖は『勝地吐懐編』で下野国の伊吹山であると主張した。いずれの伊吹山にも近隣に「しめじが原」という名の土地があり、修験者によって下野から近江に伝えられたとする見方もある。
滋賀県の伊吹山山麓がヨモギの産地となるのは江戸時代からであり、江戸後期からは新潟県が主な産地となった。

## もぐさの成分
もぐさの主成分としては毛茸と線毛（芳香成分として精油（テルペン、シネオール、ツヨン、コリン、アデニン）、タール）、11%の水分、67%の線維と11%のたんぱく質などの有機物、4 - 5%の類脂質（脂肪）、4 - 6%の無機塩類（灰分）、ビタミンB、ビタミンCなどで構成される。

## もぐさの用途と種類

### 灸用
日本の灸治療は直接灸を行う治療法が中心であったため特に精製度の高いモグサが生産されてきた（灸施術のために皮膚上にのせる円錐形のモグサの小塊を艾炷（ガイシュ）という）。日本のモグサの等級分類は、精製の度合いによって、点灸用・灸頭鍼用、温灸用の区別がある。このほかせんねん灸など、様々な「もぐさ加工品」が売り出されている。
先述のように、中国では間接的に皮膚に温熱刺激を与える棒灸が一般的である。

### その他の用途
朱油を含ませ朱肉の印池としても用いられる。